# Lasse (Pyrénées-Atlantiques)
Lasse (baskisch Lasa) ist eine französische Gemeinde mit 337 Einwohnern (Stand 1. Januar 2022) im Département Pyrénées-Atlantiques in der Region Nouvelle-Aquitaine (vor 2016: Aquitanien). Die Gemeinde gehört zum Arrondissement Oloron-Sainte-Marie und zum Kanton Montagne Basque (bis 2015: Kanton Saint-Étienne-de-Baïgorry).
Der Name der Gemeinde hat vermutlich aufgrund der Flüsse, die das Gemeindegebiet durchströmen, seinen Ursprung im Wort latsa (deutsch Fluss). Die Einwohner werden Lasar genannt.

## Geographie
Lasse liegt ca. 60 km südöstlich von Bayonne und unweit von Saint-Jean-Pied-de-Port im historischen Landstrich Baïgorry-Ossès (baskisch Baigorri-Ortzaize) der historischen Provinz Nieder-Navarra im französischen Teil des Baskenlands. Die Gemeinde grenzt im Süden an die Autonome Gemeinschaft Navarra im Norden Spaniens.
Die höchste Erhebung im Gebiet der Gemeinde ist der Adartza (1247 m) im äußersten Südwesten des Gemeindegebiets.
Umgeben wird Lasse von den Nachbargemeinden:
|        | Ascarat                                     |            |
| Anhaux | Kompassrose, die auf Nachbargemeinden zeigt | Uhart-Cize |
| Banca  | Valcarlos (Spanien)                         | Arnéguy    |

Lasse liegt im Einzugsgebiet des Flusses Adour. Der Nive d’Arnéguy, ein Nebenfluss der Nive, durchströmt zusammen mit seinen Zuflüssen, dem Barranco Archaro und dem Oholbidéko Erréka das Gebiet der Gemeinde.

## Geschichte
Der kleine Ort wurde im 13. Jahrhundert erstmals in den Schriften erwähnt. In dieser Zeit gab es das Haus Mocosail (eine baskische Adaption des französischen bon conseil, deutsch Guter Rat), eine Komturei des Klosters von Roncesvalles, später des Domkapitels von Bayonne. Es bedeutete bis zum Ende des Mittelalters eine wichtige Zwischenstation und Aufnahmestelle für Pilger auf den Jakobswegen nach Santiago de Compostela.
Toponyme und Erwähnungen von Lasse waren:
- Laatssa (1266),
- Lassa (1305 und 1306),
- Lacsa (1326),
- Laxa (1350),
- Lasse (1384 und 1413),
- Lasa (1513, Urkunden aus Pamplona),
- Santus Martinus de Lasse (1764, Kollationen des Bistums Bayonne) und
- Lasse (1750, Karte von Cassini).[6][7][8]

### Einwohnerentwicklung
Nach einem Höchststand von über 800 Einwohnern in der Mitte des 19. Jahrhunderts fiel die Einwohnerzahl mit kurzen Erholungsphasen bis zur Jahrtausendwende auf rund 260 zurück, bevor ein moderates Wachstum einsetzte.
| Jahr      | 1962 | 1968 | 1975 | 1982 | 1990 | 1999 | 2006 | 2009 | 2022 |
| --------- | ---- | ---- | ---- | ---- | ---- | ---- | ---- | ---- | ---- |
| Einwohner | 377  | 361  | 317  | 296  | 286  | 261  | 287  | 281  | 337  |

## Sehenswürdigkeiten

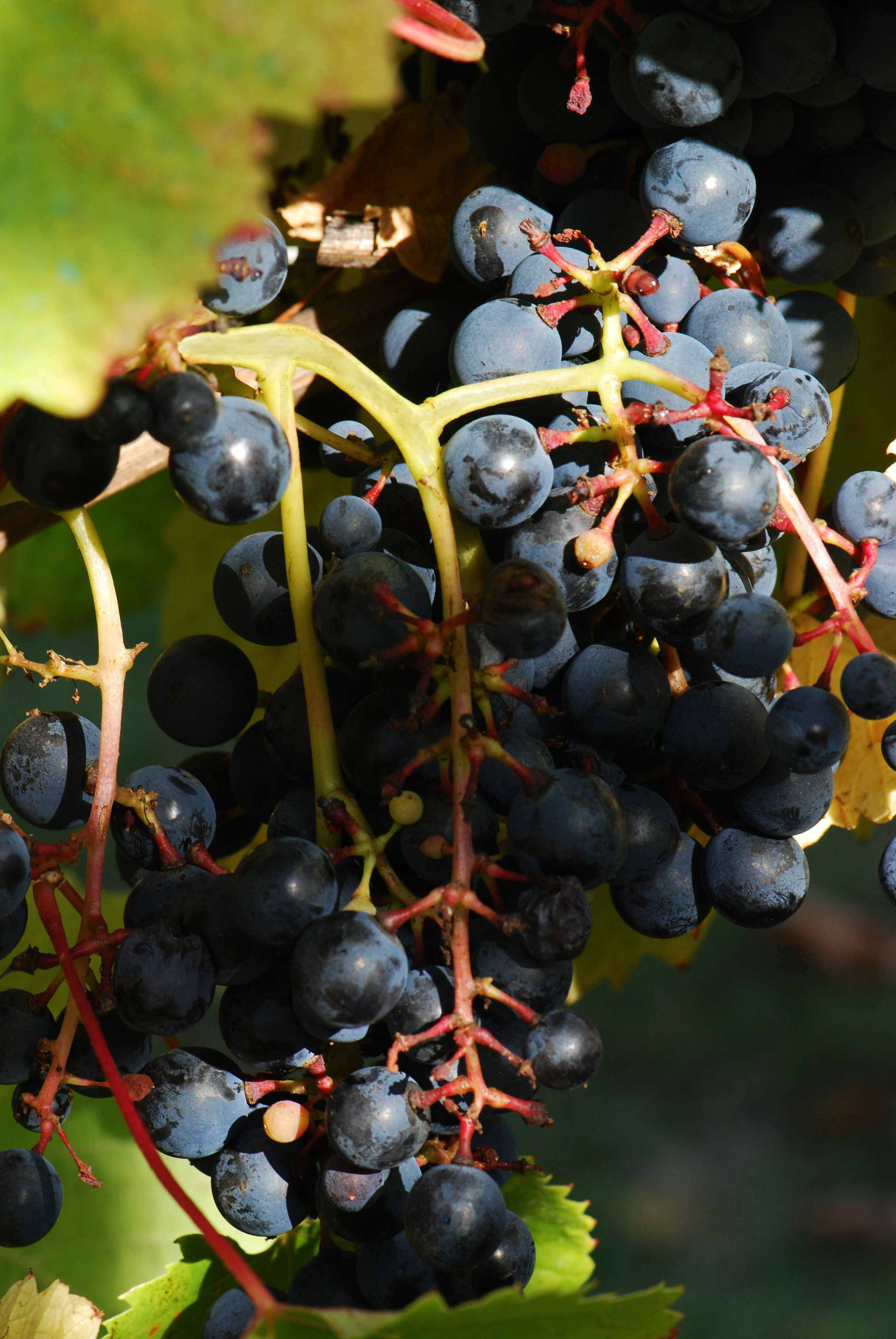
Trauben der Rebsorte Tannat

- Pfarrkirche, geweiht Martin von Tours. Die ursprüngliche Kirche, die bereits dem heiligen Martin geweiht worden war, wurde zwar in den Schriften erwähnt, aber ihr Baudatum ist unbekannt. Die heutige Kirche ist ein Neubau aus dem 19. Jahrhundert, der im 20. Jahrhundert restauriert wurde. einschließlich der Errichtung des Vorbaus über dem westlichen Eingang. Der Langbau aus Sandstein birgt ein Kirchenschiff und ist mit einer flachen Apsis mit einem Okulus abgeschlossen. Die Sakristei ist an die südliche Wand angebaut. Am westlichen Ende ragt ein Glockenturm mit einem polygonalen, mit Schiefer gedecktem Helm empor. Eine Empore aus Holz umläuft innen das Langhaus auf drei Seiten mit mehreren Ebenen. Wie in allen Kirchen des Baskenlandes üblich, sind die Plätze auf der Empore traditionell den Männern vorbehalten, da sich im Baskenland Männer und Frauen während einer Messe getrennt aufhalten. Zugang zu der Empore bietet an dieser Kirche eine gerade, gemauerte Außentreppe an der Südseite.[12][13] Auf dem Friedhof von Lasse stehen mehrere scheibenförmige Grabstelen, Hilarri genannt, die an die Tradition der vorchristlichen Zeit anknüpfen und zwischen dem 16. und 18. Jahrhundert eine große Beliebtheit im Baskenland erfuhren. Diese traditionellen Stelen, die gegen die aufgehende Sonne aufgestellt sind, sind scheibenförmig wie diese in Lasse, können aber auch eine rechteckige Form aufweisen. Sie sind mit pflanzlichen, religiösen oder Sonnenornamenten versehen, deren exakte Bedeutung noch immer rätselhaft ist.[14]

Hilarri auf dem Friedhof von Lasse
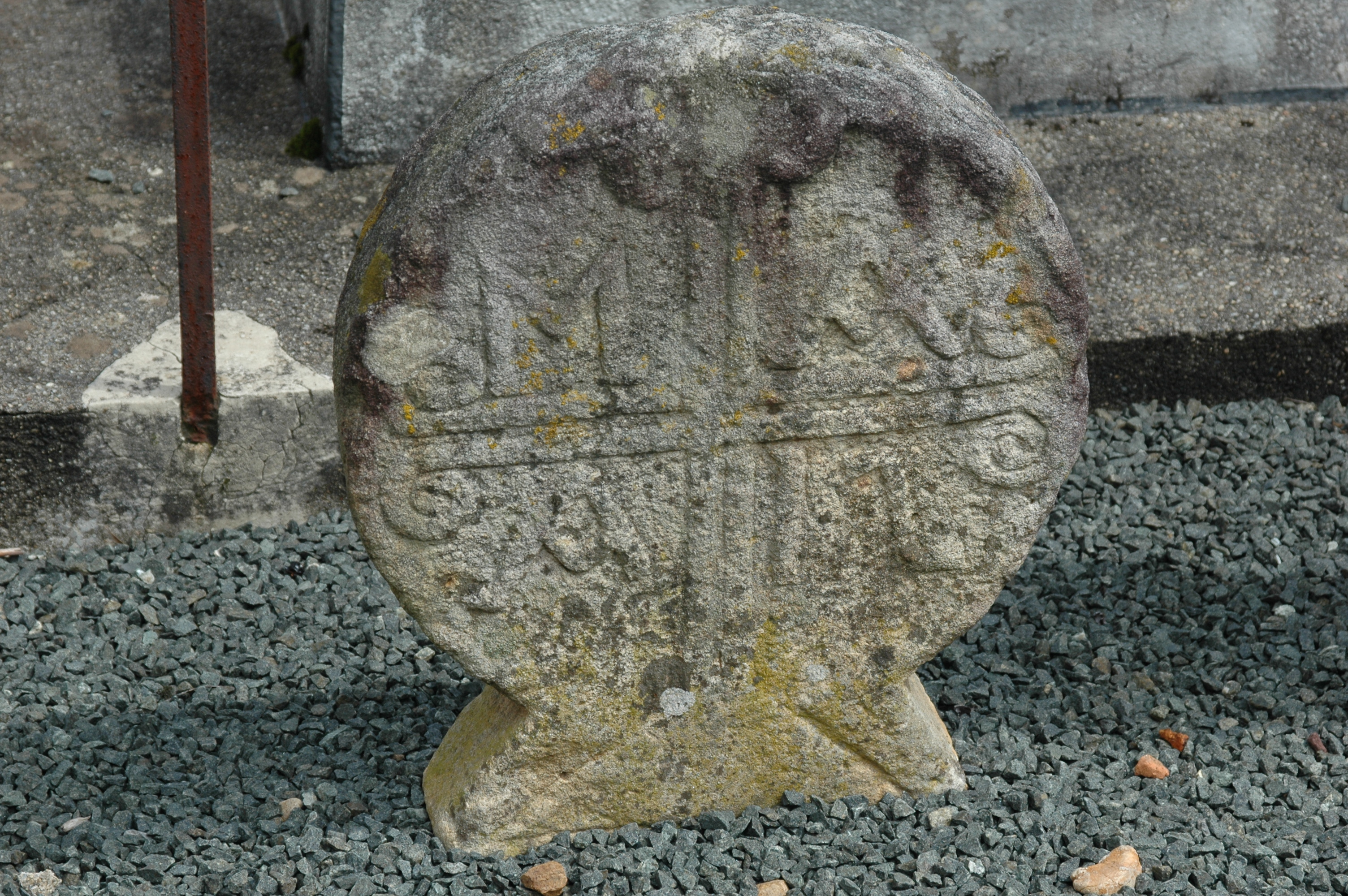

- Bauernhof Etxartea. Er ist vermutlich in der ersten Hälfte des 17. Jahrhunderts errichtet worden, wie das von Quadersteinen ummauerte Eingangstor belegt. Wie bei allen Bauernhäusern der Region besitzt auch dieses Haus einen eskaratz, einen zentralen Eingangsbereich, von dem alle anderen Räume der Wohn- und Arbeitsbereiche zugänglich sind. Die Viehställe befanden sich im hinteren Bereich, der Heuboden im Dachgeschoss. Die Vorderfassade schmückte ursprünglich ein Balkon, der heute verschwunden ist. Ein großer Kamin mit s-förmigen Konsolen befindet sich im Innern des Hauses, das heute nicht mehr bewohnt ist.[15][16]

- Bauernhof Meriategia. Der Name Meriategi wurde 1350 in den Schriften erstmals erwähnt, das heutige Bauernhaus wurde jedoch gegen 1770 errichtet, wie die Inschrift auf einem Sturz bescheinigt, der heute auf einem anderen Gebäude verlegt ist. Möglicherweise steht es auf den Fundamenten eines älteren Bauwerks. Das Bauernhaus ist im Laufe des 19. und des 20. Jahrhunderts umgebaut worden. Wohn- und landwirtschaftlicher Arbeitsbereich sind getrennt, der Stall befindet sich im Erdgeschoss im hinteren Teil, der Wohnbereich erstreckt sich auf zwei Etagen und das Dachgeschoss dient zur Aufbewahrung des Heus.[17][18]

- Cidrerie Aldakurria. Der Sagerno ist ein Apfelschaumwein, der im Baskenland seit dem Mittelalter produziert wird. Während ihre Blütezeit im 14. Jahrhundert war, gibt es heute Cidrerien vor allem in den historischen Provinzen Gipuzkoa in Spanien, Labourd und Nieder-Navarra in Frankreich. Die Cidrerie Aldakurria ist hierbei eine der ältesten und bekanntesten. In jedem Januar wird der neue Cidre verkostet, verbunden mit einem Ritual, das Txotx genannt wird. Mithilfe eines Glases wird dabei der aus dem Fass sprudelnde Cidre abgefangen. Die Cidrerie Aldakurria bietet ihren Gästen auch Hotelzimmer an.[19]

## Wirtschaft und Infrastruktur
Landwirtschaft und Tourismus bestimmen die Wirtschaft der Gemeinde. Lasse liegt in den Zonen AOC des Weinbaugebiets Irouléguy, des Ossau-Iraty, eines traditionell hergestellten Schnittkäses aus Schafmilch, sowie der Schweinerasse und des Schinkens „Kintoa“.

### Sport und Freizeit
Der Fernwanderweg GR 10 von Hendaye am Atlantik nach Banyuls-sur-Mer am Mittelmeer führt durch die Gemeinde.

### Verkehr
Lasse wird durchquert von der Route départementale 433.